# Cryptoniesslia setulosa
Cryptoniesslia setulosa — вид грибів родини Niessliaceae, єдиний представник монотипового роду Cryptoniesslia. Назва вперше опублікована 1993 року.